# Franz Bielefeld (Politiker, 1907)
Franz Bielefeld (* 1. Februar 1907 in Dülmen; † 26. März 1989 ebenda) war ein deutscher Politiker (NSDAP).

## Leben und Wirken
Bielefeld erlernte den Beruf eines Technikers. Zum 6. Oktober 1925 trat er in die NSDAP ein (Mitgliedsnummer 20.036). In der Partei amtierte er unter anderem als Führer der NSDAP-Ortsgruppe in Dülmen, die er 1927 zusammen mit seinem Bruder Julius Bielefeld als eine der ersten NSDAP-Ortsgruppen im Münsterland gegründet hatte. Bereits 1926 war er SA-Führer im Gau Westfalen-Nord und Gau Westfalen-Süd geworden. 1930 wurde er Kreisleiter der NSDAP Coesfeld (Gau Westfalen-Nord) und 1932 Führer des SA-Sturmbanns III/13 (umfassend die Kreise Coesfeld, Lüdinghausen und Beckum).
1933 wurde Bielefeld Erster Beigeordneter der Stadt Dülmen sowie Führer der SA-Standarte 471. Am 15. November 1936 übernahm er die Führung der SA-Standarte 256 in Hamm. 1943 wurde er SA-Oberführer. Am 31. Oktober 1939 erhielt er den Blutorden der NSDAP.
Bielefeld trat am 3. März 1941 im Nachrückverfahren für den im Krieg gefallenen Reichstagsabgeordneten Heinrich August Knickmann in den nationalsozialistischen Reichstag ein, in dem er bis zum Ende der NS-Herrschaft im Frühjahr 1945 den Wahlkreis 18 vertrat.
Am 16. Juni 1953 wurde Bielefeld vom Landgericht Münster wegen Verbrechen gegen die Menschlichkeit zu einer Gefängnisstrafe von zwei Jahren verurteilt.